# Stazione di San Filippo
La stazione di San Filippo è una fermata ferroviaria posta sulla linea Ascoli Piceno-San Benedetto del Tronto. Serve principalmente le località di San Filippo, Porta Maggiore e Tofare,   quartieri di Ascoli Piceno.

## Storia
La fermata di San Filippo venne attivata nel maggio del 1989.